# Molophilus (Lyriomolophilus) collessi
Molophilus (Lyriomolophilus) collessi is een tweevleugelige uit de familie steltmuggen (Limoniidae). De soort komt voor in het Australaziatisch gebied.